# Nicola Roggero
Nicola Roggero (Casale Monferrato, 7 ottobre 1964) è un giornalista e telecronista sportivo italiano.

## Carriera
Giornalista professionista dal 1995, ha lavorato nei quotidiani La Voce, Corriere della Sera e Tuttosport, prima di approdare alla TV a pagamento, Tele+ e quindi SKY dal 2003. Come inviato ha seguito i principali avvenimenti sportivi, dalle Olimpiadi ai campionati mondiali ed europei di calcio e ai campionato mondiali ed europei di atletica. In particolare è specializzato nelle telecronache di calcio inglese, atletica e football americano.